# Morocco Tennis Tour - Casablanca 2007
Il Morocco Tennis Tour - Casablanca 2007 è stato un torneo di tennis facente parte della categoria ATP Challenger Series nell'ambito dell'ATP Challenger Series 2007. Il torneo si è giocato a Casablanca in Marocco dal 9 al 15 aprile 2007 su campi in cemento e aveva un montepremi di $35 000+H.

## Vincitori

### Singolare
Marin Čilić ha battuto in finale  Simone Bolelli con il punteggio di 4–6, 6–3, 6–4

### Doppio
Łukasz Kubot /  Oliver Marach hanno battuto in finale  Michal Mertiňák /  Robin Vik con il punteggio di 7–6(2), 7–5